# Chad Smith
Chad Smith, właśc. Chadwick Gaylord Smith (ur. 25 października 1961 w Saint Paul) – amerykański perkusista, znany z występów w zespole rockowym Red Hot Chili Peppers. W 2009 roku w plebiscycie magazynu branżowego DRUM! został wyróżniony tytułem „najlepszego perkusisty funkowego” i „najlepszego perkusisty alternatywnego”.
Na perkusji zaczął grać w wieku 7 lat. W 1984 założył swój pierwszy zespół o nazwie Toby Reed, lecz istniał on tylko cztery lata i nie przyniósł popularności młodemu muzykowi. W 1989 roku Chad został przyjęty do zespołu Red Hot Chili Peppers na miejsce Jacka Ironsa, który odszedł z zespołu po śmierci gitarzysty Hillela Slovaka. Obecnie Smith rozwija swój poboczny projekt o nazwie Chickenfoot razem z Joem Satrianim oraz z byłymi muzykami zespołu Van Halen – Sammym Hagarem i Michaelem Anthonym.
Swoim wyglądem przypomina aktora i komika – Willa Ferrella.

## Publikacje
- Tony Woolliscroft, Chad Smith, Red Hot Chili Peppers: Me and My Friends, 2009, Harry N. Abrams, ISBN 978-0-8109-8283-3.

## Filmografia
| Rok  | Tytuł                                             | Rola                 | Reżyser     |
| ---- | ------------------------------------------------- | -------------------- | ----------- |
| 2010 | Go There Once, Be There Twice (film dokumentalny) | w roli samego siebie | Gil Bettman |
| 2012 | Uwaga! Mr. Baker (film dokumentalny)              | w roli samego siebie | Jay Bulger  |

## Instrumentarium
| Bębny firmy Pearl - 22 × 16 Bass drum, Masters Series - 12 × 10 Tom, Masters Series - 14 × 14 Floor Tom, Masters Series - 16 × 14 Floor Tom, Masters Series - CS1450 Chad Smith Signature Snare drum Talerze perkusyjne firmy Sabian - 14" AAXcelerator Hats - 10" AA Splash - 19" AA Medium Crash - 18.5" Signature Chad Smith Explosion Crash - 21" AA Rock Ride - 20" AA Rock Crash - 19" AA Chinese |  | Naciągi firmy Remo - Werbel (góra) – Coated CS - Werbel (dół) – Remo ambassador - Tomy (góra) – Clear Emperor - Tomy (dół) – Clear Ambassador - Bęben basowy – Coated Powerstroke 3 Mikrofony firmy Shure - Hi-hat- Shure SM81 - Beben basowy – Shure SM7A and Shure SM91A - Mikrofon pojemnościowy – Shure KSM32 - Werbel – Shure Beta 56A - Tomy – Shure SM98A Pałeczki perkusyjne - Vater 5B Chad Smith FunkBlaster |  | Osprzęt firmy Pearl - S2000C Snare Stand - P-2000C Eliminator Pedal - H2000 Hi-hat Stand - B855W Boom Cymbal Stands x 5 - TH100I Tom Arm - D150 Drum Throne - AX20 Adapter |

## Dyskografia
| Red Hot Chili Peppers - Return of the Dream Canteen (2022) - Unlimited Love (2022) - The Getaway (2016) - I’m with You (2011) - Stadium Arcadium (2006) - By the Way (2002) - Californication (1999) - One Hot Minute (1995) - Blood Sugar Sex Magik (1991) - Mother’s Milk (1989) Glenn Hughes - Resonate (2016) - First Underground Nuclear Kitchen (2008) - Music for the Divine (2006) - Soul Mover (2005) - Soulfully Live..City of Angels (2004) - Songs in the Key of Rock (2003) Dave Navarro - Trust No One (2001) Chad Smith’s Bombastic Meatbats - Meet the Meatbats (2009) - More Meat (2010) |  | Pozostałe - Ozzy Osbourne – Ordinary Man (2020) - Chad Smith, Bill Laswell, Jon Batiste – The Process (2014) - Dixie Chicks – Taking The Long Way (2006) - John Frusciante – Shadows Collide with People (2004) - Hughes Turner Project – HTP2 (2003) - Johnny Cash – Unearthed (2003) - Loud Rocks – Compilation (2000) - Fishbone – The Psychotic Friends Nuttwerk (2000) - Leah Andreone – Alchemy (1998) - John Fogerty – Blue Moon Swamp (1997) - Lili Haydn – Lili (1997) - Howard Stern’s Private Parts (1997) - Thermadore – Monkey on Rico (1996) - Wayne Kramer – Dangerous Madness (1996) - Grace of my Heart Soundtrack (1996) - A Means to an End: The Music of Joy Division (1995) - General Clusterfunk – Starin’ Straight at the Sun (1994) - Wild Colonials – Fruit of Life (1994) - Queen Remix (1991) - Twenty Mondays – Twist Inside (1991) - Second Self – Mood Ring (1990) - Toby Redd – In the Light (1986) - Pharaoh – Point Of Entry (1982) |